# SIMPACK
SIMPACK ist eine Mehrkörpersimulationssoftware, mit der im Automobilsektor, im Luft- und Raumfahrtsektor, im Schienenverkehrstechniksektor oder im Werkzeugmaschinensektor Simulationen durchgeführt werden.
Die Entwicklung von SIMPACK wurde gegen Ende der 1980er Jahre am Deutschen Zentrum für Luft- und Raumfahrt begonnen, da zu dieser Zeit keine nichtlineare Mehrkörpersimulationssoftware, die auch flexible Körper berechnen konnte, auf dem Markt war. In dieser Zeit war die MAN AG an der Entwicklung beteiligt.
Um SIMPACK kommerziell zu verwerten, wurde 1993 die Firma INTEC als Spinoff gegründet.
Im September 2009 ging die Firma INTEC GmbH komplett in der neuen Firma SIMPACK AG als deren Rechtsnachfolger auf.
Im Juli 2014 wurde die SIMPACK AG von Dassault Systèmes übernommen. Die Software Simpack wird von Dassault weiter entwickelt und vertrieben.